# Троллейбус Новой Бухтармы
Троллейбус Новой Бухтармы — действовавшая в 1975—1980 годах троллейбусная система в посёлке Новая Бухтарма (Казахстан). Основным эксплуатантом являлось предприятие «Усть-Каменогорский цементный завод».

## История
Троллейбусное движение по маршруту «Солнечный (поселок Новой Бухтармы) — Цемзавод» осуществлялось с 1 января 1975 по 1980 год. Идею троллейбусного движения в Новой Бухтарме предложил директор Усть-Каменогорского (ныне — Бухтарминского) цементного завода Косой Анатолий Григорьевич, заслуженный изобретатель Казахской ССР. Данное решение не было принципиально про-троллейбусным, а было принято в результате дефицита автобусов.
Проект троллейбусной линии был разработан Новосибирским отделением НИИ «Гипроцемент». Исходный проект имел в виду использование троллейбусами участка автодороги республиканского значения Усть-Каменогорск — Зыряновск протяжённостью 865 метров (на 106-м км), пересечение магистральной железнодорожной линии Защита — Зыряновск (на 113-м км), пересечение линии связи МПС и линии ЛЭП, въезд на территорию цементного завода через КПП, пересечение второй подъездной железнодорожной линии и разворот у гаража перед зданием заводоуправления. Проект также предусматривал капитальный ремонт участка шоссе, опцию разворота троллейбусов за пределами КПП, на повороте от шоссе в Цемзавод, на случай запрета на пересечение троллейбусной линией железнодорожных путей. Сроком выполнения работ было установлено 1 июля 1974 года .
По мере реализации проекта, ГАИ не дало разрешение на использование или пересечение троллейбусами шоссе из соображений безопасности. В свою очередь, МПС не позволило троллейбусам пересекать магистральную железнодорожную линию под предлогом негабарита — данная железнодорожная линия была стратегической (осуществляла перевозку советских ракет в случае войны). Более того, по территории завода курсировали крупногабаритные самосвалы БелАЗ. В результате, параллельно шоссе была построена специальная автодорога для троллейбусов длиной 850 метров, а троллейбусное кольцо было оборудовано за пределами КПП, рядом с поворотом от шоссе к цемзаводу, без пересечения троллейбусом шоссе и железнодорожной линии, за 900 метров. Согласно первоначальному проекту, планировалось установить железобетонные опоры для поддержки контактной сети. Однако по мере строительства обнаружились расчётные проблемы с поставленными опорами, и частично были установлены опоры из металлических труб. 1 января 1975 года началось троллейбусное движение от посёлка Октябрьский до Цементного завода.
Строительные работы продолжались с мая по ноябрь 1974 года. 28 декабря 1974 года линия была принята в эксплуатацию. С 1 января 1975 года началось троллейбусное движение.
Так как конечная остановка троллейбуса располагалась в 900 метрах от проходной Цемзавода, рабочим приходилось уходить с предприятия к троллейбусу пешком в условиях сурового климата, сразу после душа после окончания смены, в связи с чем произошёл рост числа больничных листов нетрудоспособности из-за простудных заболеваний. Поэтому в 1980 году троллейбусы были заменены на автобусы. Автобусы подвозили рабочих прямо в заводоуправление на территорию предприятия.
Контактная сеть была разобрана в 1993 году, однако столбы поддержки контактной сети некоторое время оставались стоять. Последние столбы на загородном участке линии были демонтированы в 2014 году, однако отдельные столбы можно найти на территории поселка.

## Маршрут
В городе действовал только один троллейбусный маршрут. Линия предназначалась для перевозки рабочих смен от городка Цементников к Цементному заводу, а не как линейный маршрут.
| Посёлок Солнечный | Цементный завод | 01.01.1975 — 1980 |

## Подвижной состав
На линии использовались 4 троллейбуса модели ЗиУ-682Б белого цвета с красной юбкой. Перед закрытием сети, 2 машины были отправлены в город Алма-Ата. Остальные 2 машины были законсервированы в гараже транспортного цеха цементного завода, и впоследствии сданы на металлолом. В последний раз троллейбусы были замечены в гараже цементного завода летом 1995 года в цельном виде.
| Статистика подвижного состава (1975—1980) | Статистика подвижного состава (1975—1980) | Статистика подвижного состава (1975—1980) | Статистика подвижного состава (1975—1980) |
| Тип модели                                | Год изготовления                          | Количество                                | Бортовые номера                           |
| ----------------------------------------- | ----------------------------------------- | ----------------------------------------- | ----------------------------------------- |
| ЗиУ-682Б                                  | 1973                                      | 4                                         | 130—134                                   |

Единственная одноагрегатная тяговая подстанция была построена на вершине горного перевала, в точке наибольшей потребности в напряжении. Подстанция была рассчитана на возможность движения двух троллейбусов без существенного падения напряжения. Депо не было. Троллейбусы ночевали на конечной станции, а обслуживались в гараже транспортного цеха цемзавода.